# Magelægsplan
En magelægsplan var i tiden forud for planlovreformen en stedplan, der alene skulle sikre en hensigtsmæssig arrondering af ejendomme ved at lade ulige berørte jordejere bytte jordstykker. Sådanne magelæg har lange traditioner inden for landbruget men fandt først plads i byplanlægningen i nyere tid.

## Baggrund og lovgrundlag
Baggrunden for magelægsplaner var ønsket om at sikre "gennemførelse af en tilfredsstillende bebyggelse på en eller flere af grundene" (hvis matrikelskel blev flyttet dels ved bytte af frataget jord med anden jord, dels ved hel eller delvis kontant modydelse), som det formuleredes.
Regler om mageskifte af bygrunde blev først optaget i byplanloven 1938 og Københavns byggelov 1939 og siden optaget i landsbyggeloven 1960.

## Partielle byplanvedtægters indhold
Magelægsplanen har karakter af et matrikelkort, hvorpå de hidtidige og planlagte nye ejendomsskel er vist.

## Gyldighed
En magelægsplan har efter ikrafttrædelse juridisk gyldighed, idet skelændringerne tinglyses på de berørte ejendomme.

## Ophævelse
En tinglyst magelægning kan kun ændres ved nye køb og salg af opmålte jordstykker – eller ved nymatrikulering i form af en udstykningsplan.

## Magelægsplaners omfang
Magelægsplaner i byområder har kun fundet anvendelse i få tilfælde, således ved reguleringer i Rønne og Neksø efter de sovjetiske terrorbombardementer i 1945.